# Zoo z piosenkami Agnieszki Osieckiej
Zoo z piosenkami Agnieszki Osieckiej – album Katarzyny Groniec z piosenkami do tekstów Agnieszki Osieckiej, wydany 18 września 2015 przez Warner Music Poland.

## Lista utworów

### CD
1. „Deus ex machina”
2. „Kokaina”
3. „Piosenka o życiu ptasim” (kolaż piosenek na podstawie utworu „Piosenka o życiu ptasim”, „Nie ma jak pompa”, „Małgośka”, „Wariatka tańczy”, „Sing, sing”)
4. „Uciekaj moje serce”
5. „Nie zabijaj mnie powoli”
6. „Rodzi się ptak” (opracowanie utworu „Rodzi się ptak” z muzyką Adama Sławińskiego)
7. „Nim wstanie dzień”
8. „Ja nie chcę spać”
9. „ZOO”
10. „Parademarsz”
11. „Króliczek”
12. „Chodzi o to, żeby nie być idiotą”

### DVD
1. „Wielka woda”
2. „Deus ex machina”
3. „Dzikuska”
4. „Kokaina”
5. „Piosenka o życiu ptasim” (kolaż piosenek na podstawie utworu „Piosenka o życiu ptasim”, „Nie ma jak pompa”, „Małgośka”, „Wariatka tańczy”, „Sing, sing”)
6. „Uciekaj moje serce”
7. „Nie zabijaj mnie powoli”
8. „Rodzi się ptak” (opracowanie utworu „Rodzi się ptak” z muzyką Adama Sławińskiego)
9. „Nim wstanie dzień”
10. „Ja nie chcę spać”
11. „ZOO”
12. „Danse Macabre”
13. „Parademarsz”
14. „Króliczek”
15. „Chodzi o to, żeby nie być idiotą”
16. „Na kulawej naszej barce”